# Freikolben-Lineargenerator

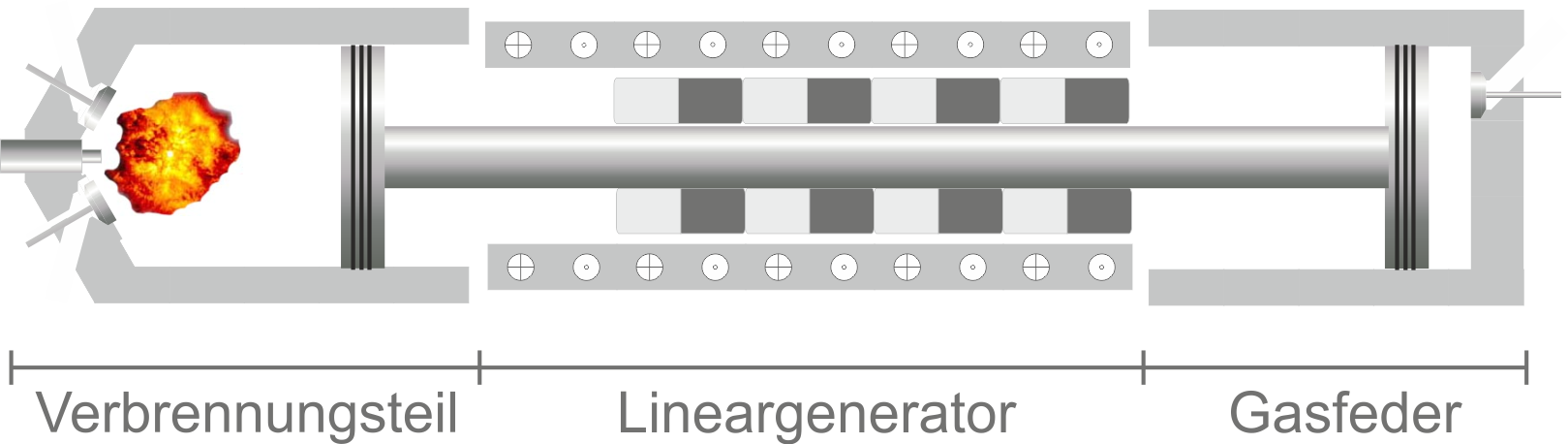
Grundprinzip Freikolben-Lineargenerator (schematische Darstellung des DLR)

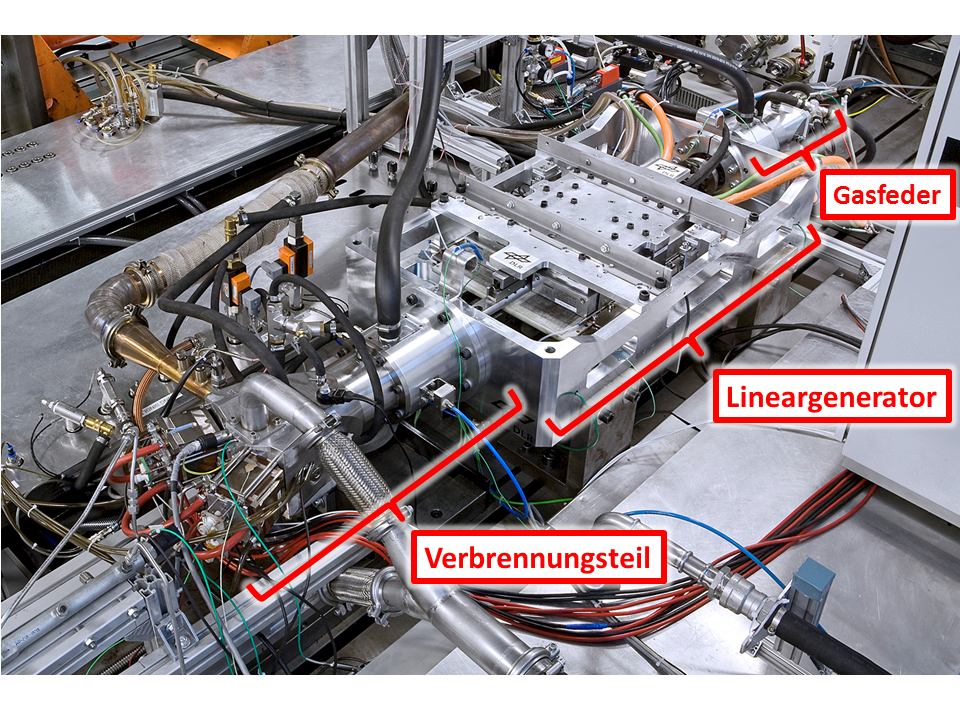
Funktionsdemonstrator des Freikolben-Lineargenerators für den Machbarkeitsnachweis (Versuchsaufbau beim DLR in Stuttgart)

Der Freikolben-Lineargenerator (FKLG, engl. free piston linear generator, FPLG) ist eine Freikolbenmaschine, die in einem Kraftstoff chemisch gebundene Energie mit einem Lineargenerator in elektrische Energie umwandelt. Der Freikolben-Lineargenerator ist der Gruppe der Freikolbengeneratoren (auch „Freikolbenmotoren mit elektrischer Energieauskopplung“) zuzurechnen, die wiederum in die Klasse der Freikolbenmaschinen fällt. Das Konzept befindet sich noch im Entwicklungsstadium.

## Begriff
Der Begriff des Freikolbenlineargenerators wurde seit Anfang der 2000er Jahre insbesondere vom Deutschen Zentrum für Luft- und Raumfahrt (DLR) geprägt, welches einen großen Anteil der entsprechenden Forschungs- und Entwicklungsarbeiten im deutschsprachigen Raum erbringt. Gemäß der Begriffsverwendung des DLR wird eine Freikolbenmaschine dann als Freikolbenlineargenerator bezeichnet, wenn sie folgende Teilsysteme aufweist:
- Einen Brennraum (oder mehrere) mit innerer Verbrennung in Einzel- oder Gegenkolbenbauweise
- Einen elektrischen Lineargenerator (oder mehrere)
- Eine Rückfedereinheit (oder mehrere), die typischerweise als Gasfeder ausgeführt ist.

## Technik

### Aufbau und Funktionsweise
Der Freikolben-Lineargenerator besteht aus den drei Teilsystemen Verbrennungsteil, Lineargenerator und Gasfeder. Diese sind über eine in sich starre Kolben-Läufer-Einheit miteinander verkoppelt. Diese Kolbeneinheit schwingt zwischen zwei Gaspolstern, die sich im Verbrennungsteil bzw. in der Gasfeder aufbauen. Im Verbrennungszylinder wird ein Kraftstoff-Luft-Gemisch gezündet, sodass der Druck ansteigt und die Kolbeneinheit in Richtung der Gasfeder beschleunigt. Dadurch wird das Gas im Gasfederzylinder komprimiert, sodass der Druck im Gasfederzylinder ansteigt. Die Kolbeneinheit wird zunächst verzögert und dann zurück in Richtung des Verbrennungszylinders beschleunigt. Während des Umkehrvorgangs erfolgt im Verbrennungszylinder der Ladungswechsel, d. h. das Abgas wird durch Frischladung verdrängt. Danach beginnt der Prozess von neuem. Während jeder Bewegung der Kolbeneinheit entnimmt der Lineargenerator dem System kinetische Energie und wandelt diese in elektrische Energie. Damit dies sowohl während der Expansion als auch während der Kompression (auf Seiten des Verbrennungsteils) geschehen kann, wird ein Teil der Energie als potenzielle Energie in der Gasfeder zwischengespeichert.

### Varianten
Für die meisten Anwendungen, insbesondere Anwendungen im Kraftfahrzeug, sind aus Gründen des Massenausgleichs zwei gegenläufige Kolbeneinheiten zu verwenden und über eine entsprechende Regelung zu synchronisieren. Im einfachsten Fall wird dabei eine zweite Einheit spiegelbildlich aufgebaut, die keinerlei funktionale Verbindung zur ersten hat. Alternativ können Funktionsräume der beiden Gasfedern oder der beiden Verbrennungsteile zusammengelegt werden. Im Falle von zwei Kolbeneinheiten mit gemeinsamem Verbrennungsteil entsteht dann ein Gegenkolbensystem, welches wiederum die Möglichkeiten zum Ladungswechsel einschränkt. Anstelle einer Ventilsteuerung ist dann ausschließlich eine Schlitzsteuerung möglich.
Weiterhin ergeben sich alternative Anordnungen des Gesamtsystems durch Variation des Lineargenerators. Dieser kann beispielsweise rund oder flach ausgeführt werden.
Hinsichtlich des Verbrennungsteils ist grundsätzlich sowohl ein Betrieb im Zweitaktverfahren als auch im Viertaktverfahren denkbar. Letzteres erfordert allerdings einen deutlich höheren Aufwand zur Zwischenspeicherung der Energie nach dem Arbeitstakt bzw. zur Beschleunigung der Kolbeneinheit in den Takten „Ansaugen“ und „Verdichten“. In aktuellen Forschungsprojekten wird deshalb der Zweitaktprozess favorisiert. Auch hinsichtlich des Brennverfahrens sind mehrere Varianten denkbar:
- Fremdzündung (Otto)
- Selbstzündung (Diesel)
- Homogene Kompressionszündung (HCCI)
- Freikolben-Lineargeneratoren mit externer Verbrennung (lineare Stirlingmaschine[3]) bekannt.

### Potenziale
Der Freikolben-Lineargenerator weist in unterschiedlichen technischen Domänen prinzipbedingte Vorteile gegenüber konventionellen Technologien (Verbrennungsmotor bzw. Verbrennungsmotor-Generator-Einheit) auf. Teilweise konnten diese bereits experimentell umgesetzt werden, teilweise ist die praktische Umsetzung und auch die Quantifizierung des Potenzials Gegenstand aktueller Forschungs- und Entwicklungsarbeiten. Als wichtigste Potenziale werden folgende angeführt:
Hohe Wirkungsgrade / reduzierter Kraftstoffverbrauch
- In Verbindung mit niedrigen Schadstoff- und CO2-Emissionen, insbesondere in der Teillast
- Durch optimierte Verbrennung mit variabler Verdichtung, verkürzter Expansion und variabler Kolbenbewegung
- Durch Reibungsreduktion (weniger bewegte Teile, Entfall der Kolbenseitenkräfte)
- Durch spezielle Brennverfahren (insbesondere HCCI)
- Zahlenwerte in einer Beispielauslegung des DLR: 36,6 % für das Gesamtsystem und 43,0 % indiziert

Abmessungen und Gewicht
- Flacher Aufbau mit der Möglichkeit zur Montage im Unterboden eines Pkw
- Gute Leistungsdichte und geringes Gewicht (Vorteile von 5 bis 15 % in einer Beispielauslegung des DLR)
- Proportionen im Rahmen der Entwicklung flexibel gestaltbar

Kraftstoffvariabilität
- Durch variable Verdichtung
- Wechsel zwischen unterschiedlichen Kraftstoffen im Betrieb
- Unkomplizierte (überwiegend softwarebasierte) Anpassung an verschiedene Kraftstoffe im Rahmen der Entwicklung und Herstellung
- Jeweils optimale Ausnutzung der vollen Klopffestigkeit jedes Kraftstoffs

Leiser und vibrationsarmer Betrieb
- Durch idealen Ausgleich aller Massenkräfte aller Ordnungen, bei Nutzung eines Systems mit zwei gegenläufigen Kolbeneinheiten

## Stand der Forschung
Freikolbenmotoren, die in ihrem Aufbau den oben genannten Kriterien entsprechen, sind unter verschiedenen Bezeichnungen aus mehreren Forschungs- und Entwicklungsprojekten bekannt:
- Jarret, Frankreich, 1971
- Free Piston Engine, Van Blarigan, Sandia National Laboratory, seit 1995
- Free-Piston Engine Project, Sir Joseph Swan Institute for Energy Research, Newcastle, GB, 1999
- Freikolben-Lineargenerator, DLR, seit 2002
- Internal Combustion Linear Generator Integrated power System, Xu, Nanjing, China, 2010
- Active Crank Train Free Piston Engine, University of Lincoln / Lotus Engineering, GB, 2012
- Das BEETRON Projekt, micromer ag, Schweiz, 2012
- Free Piston Engine Linear Generator „FPEG“, Toyota Central R&D, Japan, 2014
- Aquarius engine-generator, Aquarius Engines, Israel, 2016

Im Februar 2013 erbrachte das DLR weltweit erstmals den Proof of Concept (Machbarkeitsnachweis) auf seinen Prüfständen in Stuttgart. Dabei wurde erstmals ein System der betrachteten Bauweise erfolgreich in Betrieb genommen. Bei den ersten Versuchen konnte aus dem Einzelkolbensystem eine elektrische Leistung von 8 kW entnommen werden. Toyota Central R&D veröffentlichte im April 2014 ebenfalls die Inbetriebnahme des ersten „FPEG“, wohingegen ein Großteil der sonstigen weltweiten Projekte sich auf Simulationen oder einzelne Hardwareaspekte beschränkte und kein Gesamtsystem in Betrieb nehmen konnte. 2016 kündigte das israelische Startup Aquarius Engines an, ihr Range Extender Motor auf Basis eines einzylindrigen Freikolben-Motors werde von PSA Peugeot CITROËN getestet.

## Anwendungen

### Micro-Blockheizkraftwerke
Seit 2010 wird ein Freikolben-Stirlingmotor mit Lineargenerator von der Firma Microgen angeboten. Ab 2011 wurde er in Blockheizkraftwerken, u. a. von den Firmen Brötje, Senertec und Ökofen verbaut.

### Zukünftige Anwendungsszenarien
Zukünftige Anwendungsszenarien erstrecken sich beispielsweise auf folgende Bereiche:
- Antrieb von Straßenfahrzeugen (Pkw, Lkw, Busse usw.). Die gesamte Antriebsstrangtopologie wird dabei als „Range Extended Electric Vehicle (REEV)“, „Serial Hybrid Vehicle“ (SHEV) oder „Free Piston Electric Vehicle“ (FPEV) bezeichnet. Der Freikolben-Lineargenerator erzeugt dabei die gesamte oder einen Teil der elektrischen Energie, die zur Versorgung der elektrischen Traktionsmotoren benötigt wird.
- Antrieb von Schienenfahrzeugen. Die Funktionsweise des Antriebsstrangs entspricht dabei den heute verbreiteten dieselelektrischen Lokomotiven, wobei der Verbrennungsmotor und der Generator durch einen oder mehrere Freikolben-Lineargeneratoren ersetzt werden.
- Antrieb von Schiffen. Die Funktionsweise des Antriebs entspricht dabei den bekannten dieselelektrischen Schiffsantrieben, wobei die Verbrennungsmotor und Generator durch einen oder mehrere Freikolben-Lineargeneratoren ersetzt werden.
- Stationäre Energieversorgung, insbesondere zur Bereitstellung von Regelenergie und Abdeckung der Spitzenlast
- Kraft-Wärme-Kopplung in Blockheizkraftwerken
- Mobile und stationäre (Not-)Stromversorgung, beispielsweise in Krankenhäusern, Katastrophengebieten oder auf Großveranstaltungen
- Hilfsenergieversorgung (engl. auxiliary power unit, APU) für Verkehrsflugzeuge oder Lkw

## Weblink
- DLR-Freikolbenlineargenerator